# Grand Prix Francie 1907

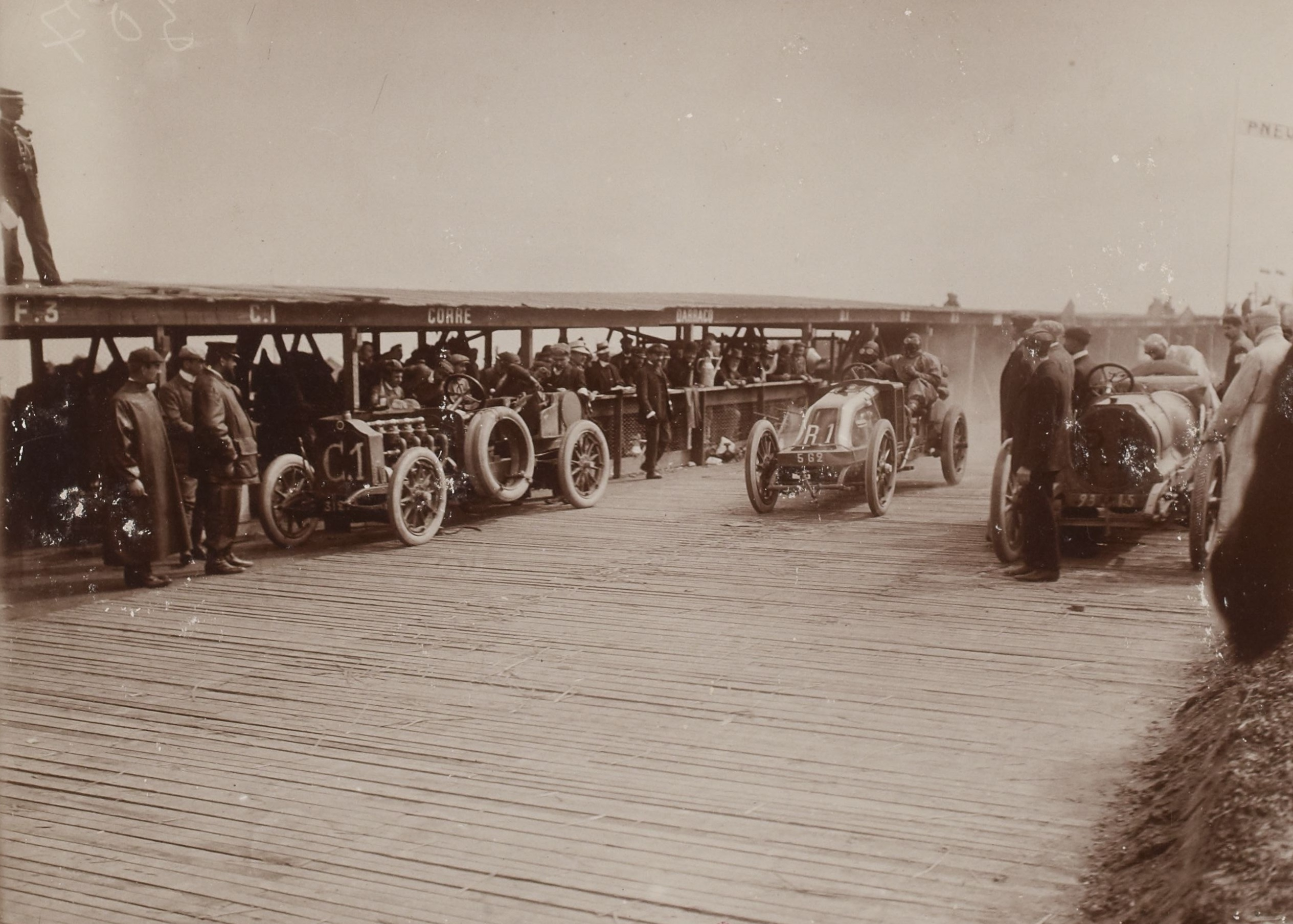
Před startem Grand Prix: vůz R1 řídí Ferenc Szisz, C1 Joseph Collomb

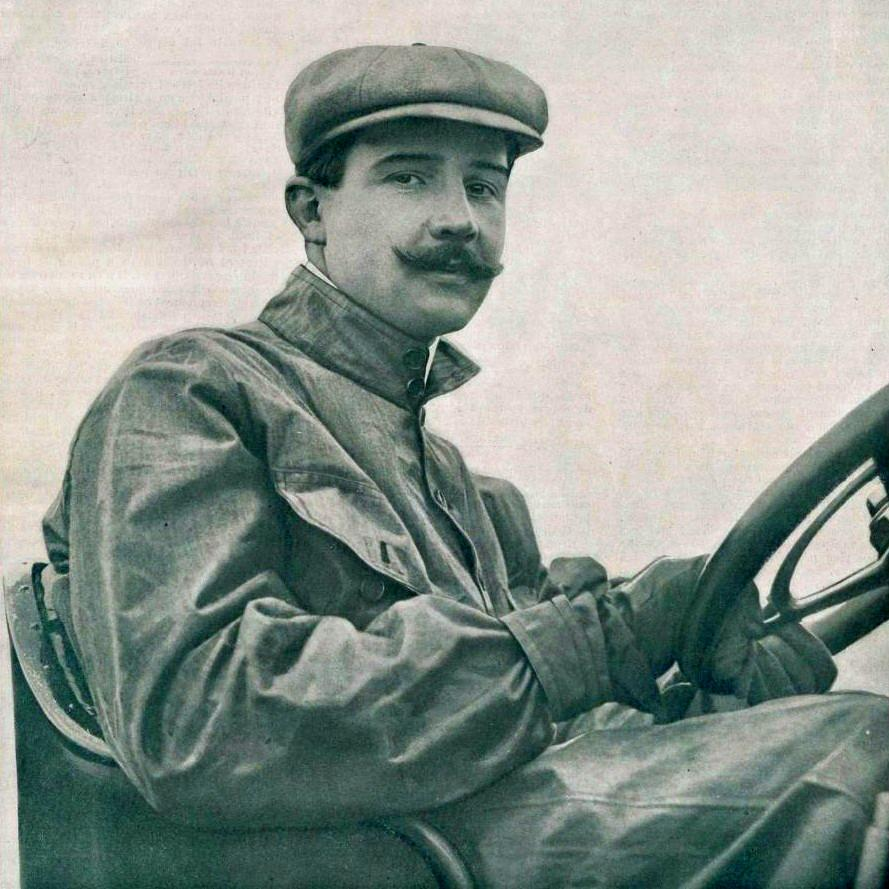
Vítěz – Felice Nazzaro

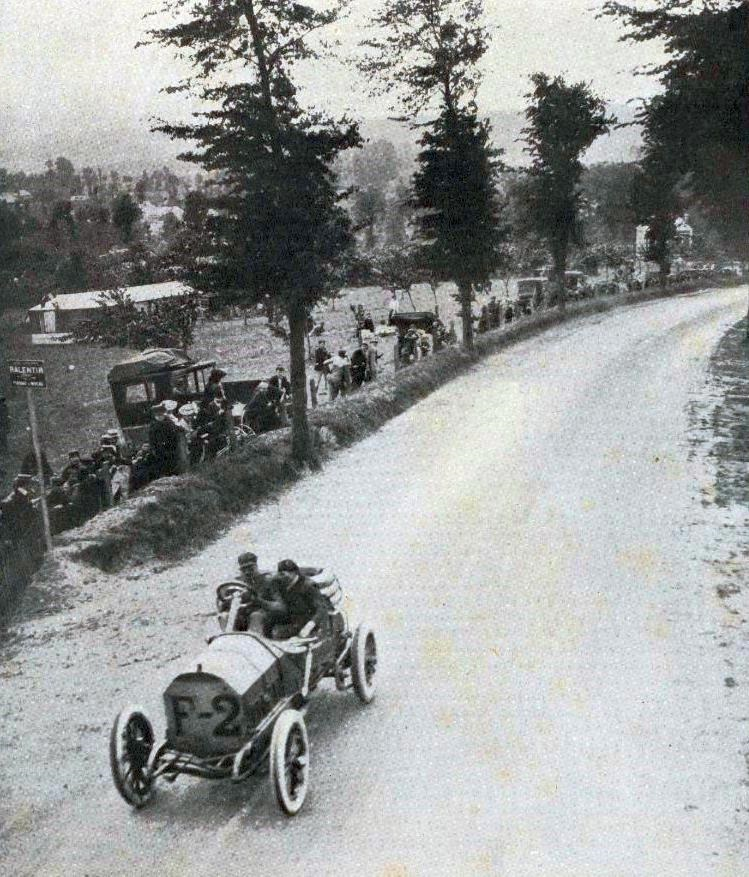
Felice Nazzaro s vozem Fiat 130 HP označeným F-2

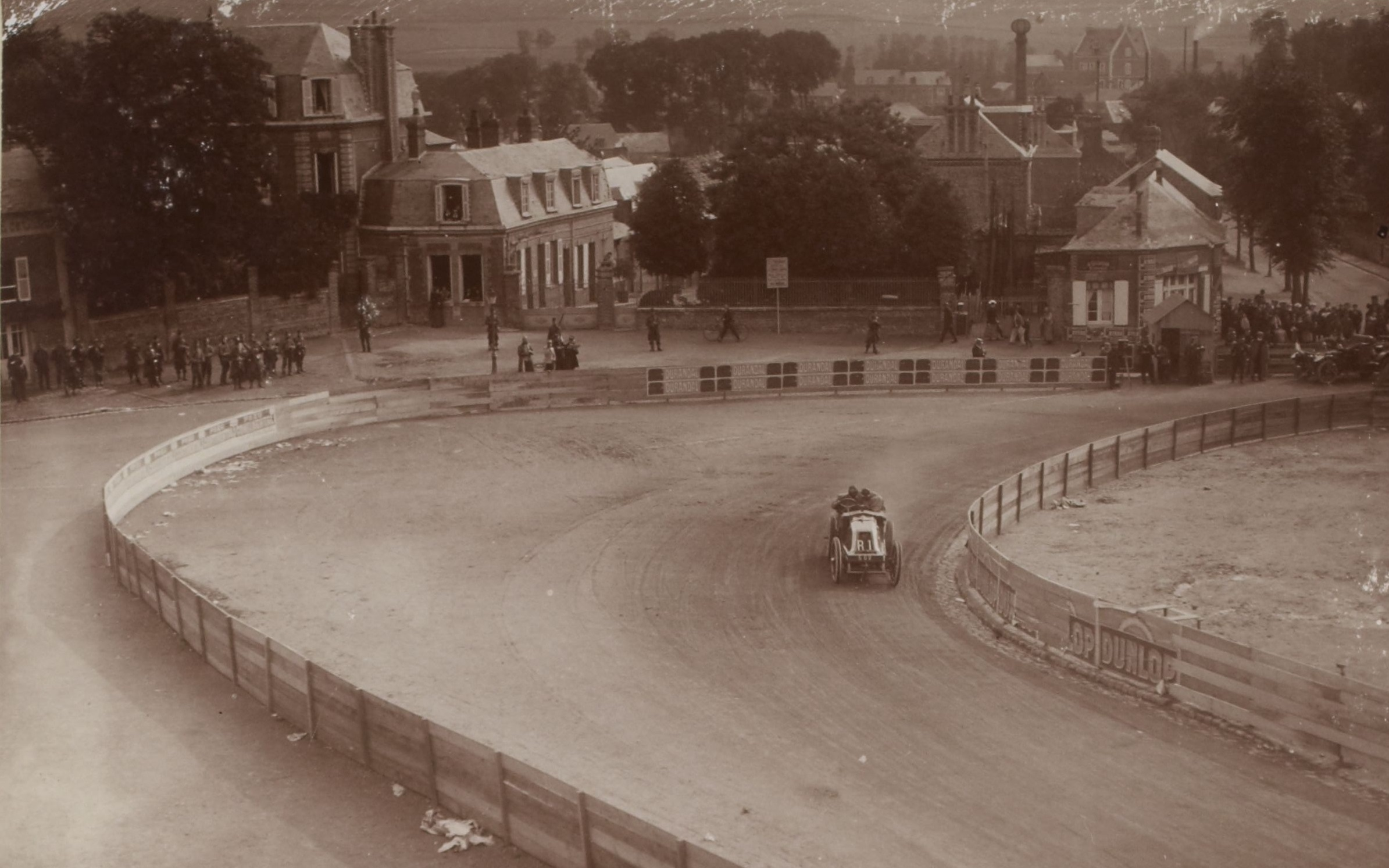
Vůz R1 řízený Ferencem Sziszem

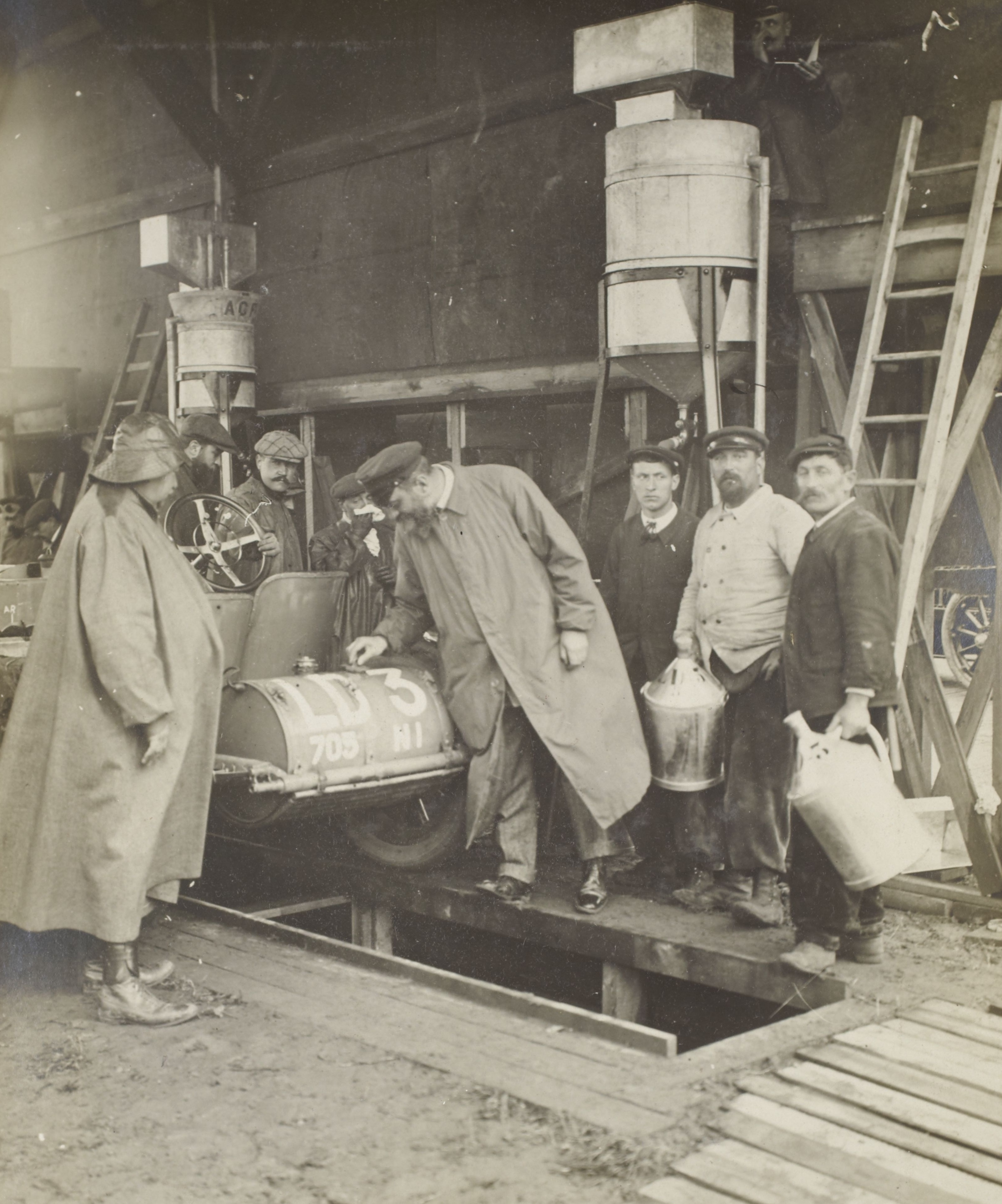
René de Knyff prověřuje plombu nádrže vozu Lorraine-Dietrich Fernanda Gabriela

Grand Prix Francie 1907 (francouzsky Grand Prix de l'Automobile Club de France) se konala v Dieppe 2. července 1907.

## Závod
Na startu se sešlo 38 vozů, jejichž úkolem bylo ujet 10 kol na okruhu po veřejných silnicích. Vozy byly na trojúhelníkový okruh s délkou téměř 77 km v okolí Dieppe pouštěny po jedné minutě, prvním startujícím byl Vincenzo Lancia na voze Fiat.
První tři kola vedl Louis Wagner. Poté, co ve čtvrtém kole odstoupil, ujal se vedení Arthur Duray. Duray zajel nejrychlejší kolo závodu s časem a průměrnou rychlostí 121,34 km/h, v devátém kole však musel odstoupit. Vedení až do konce závodu se ujal Felice Nazzaro (Fiat). Čas vítěze byl 6 hodin 46 minut 33 sekund. Druhý dojel maďarský závodník Ferenc Szisz (Renault), třetí francouzský jezdec Paul Baras (Brasier). Nazzarova průměrná rychlost byla 113,6 km/h

### Nehoda
Při tréninku před závodem se při nehodě smrtelně zranil Albert Clément, syn majitele továrny a týmu Clément-Bayard Adolphe Clémenta-Bayarda. Vzávodě jej nahradil Alezi, ale pro poruchu nedojel. Po smrti svého syna ztratil jeho otec zájem o motoristický sport a značka Clement-Bayard se přestala následujícího ročníku závodů účastnit.

## Klasifikace
| Umístění | Start č. | Řidič                      | Vůz               | Ujetá kola | Čas/Příčina odstoupení |
| -------- | -------- | -------------------------- | ----------------- | ---------- | ---------------------- |
| 1        | F2       | Felice Nazzaro             | Fiat 130 HP       | 10         | 6:46:33.0              |
| 2        | R1       | Ferenc Szisz               | Renault AK 90CV   |            | +6:37.6                |
| 3        | B2       | Paul Baras                 | Brasier           |            | +18:32.6               |
| 4        | LD1      | Fernand Gabriel            | Lorraine-Dietrich |            | +25:06.0               |
| 5        | D3       | Victor Rigal               | Darracq           |            | +26:03.4               |
| 6        | D2       | Gustave Caillois           | Darracq           |            | +29:25.6               |
| 7        | B1       | Jules Barillier            | Brasier           |            | +41:21.0               |
| 8        | BC1      | Pierre Garcet              | Clément-Bayard    |            | +47:44.0               |
| 9        | BC3      | Elliott Shepard            | Clément-Bayard    |            | +53:23.2               |
| 10       | M3       | Victor Hemery              | Mercedes          |            | +1:38:52.0             |
| 11       | MB3      | Courtade                   | Motobloc          |            | +2:02:00.6             |
| 12       | B3       | Paul Bablot                | Brasier           |            | +2:26:26.6             |
| 13       | R3       | Claude Richez              | Renault AK 90CV   |            | +2:44:19.4             |
| 14       | GE2      | François Degrais           | Germain           |            | +3:04:03.4             |
| 15       | GE3      | François-Marie Roch-Brault | Germain           |            | +3:24:12.0             |
| 16       | C1       | Joseph Collomb             | Corre             |            | +3:38:23.7             |
| 17       | GE1      | Perpère                    | Germain           |            | +4:07:09.0             |
| --       | F1       | Vincenzo Lancia            | Fiat 130 HP       | 9          | spojka                 |
| --       | M2       | Otto Salzer                | Mercedes          | 9          |                        |
| --       | LD1      | Arthur Duray               | Lorraine-Dietrich | 8          |                        |
| --       | PL3      | Dutemple                   | Panhard           | 8          |                        |
| --       | M1       | Camille Jenatzy            | Mercedes          | 7          |                        |
| --       | MB1      | Pierron                    | Motobloc          | 7          |                        |
| --       | DM1      | Frederic Dufaux            | Marchand          | 7          |                        |
| --       | R2       | Henry Farman               | Renault AK 90CV   | 7          |                        |
| --       | D1       | René Hanriot               | Darracq           | 6          | motor                  |
| --       | LD3      | Henri Rougier              | Lorraine-Dietrich | 5          |                        |
| --       | GB1      | Louis Rigolly              | Gobron Brillié    | 5          |                        |
| --       | W2       | Pryce Harrison             | Weigel            | 5          |                        |
| --       | MB2      | Page                       | Motobloc          | 5          |                        |
| --       | P1       | Emile Stricker             | Porthos           | 4          | řízení                 |
| --       | BC2      | Alezy                      | Clément-Bayard    | 4          |                        |
| --       | WC1      | Walter Christie            | Christie          | 4          |                        |
| --       | F3       | Louis Wagner               | Fiat 130 HP       | 3          | ventil. rozvod         |
| --       | W1       | Gregor Laxen               | Weigel            | 3          | kolo                   |
| --       | PL2      | Hubert le Blon             | Panhard           | 3          | zranění                |
| --       | PL1      | George Heath               | Panhard           | 1          | motor                  |